# Raffo (Petralia Soprana)
Raffo (Raffu in siciliano) è una frazione del comune di Petralia Soprana da cui dista 2 km, nella città metropolitana di Palermo. È conosciuta per la presenza di una grande miniera di salgemma gestita dall'azienda Italkali. È stata anche denominata la marina di Petralia Soprana, giacché vi svernano le greggi dai monti viciniori.

## Storia
Antonio  Ventimiglia, con privilegio dato da Martino I di Sicilia a Catania il 9 luglio 1399 venne nominato "Signore delle Saline" site a Petralia Soprana, con la terra di "Gurafi" o forse "Torre di Gurafi" (di cui oggi restano soltanto le fondamenta circolari) ubicata sulla balza che sovrasta le case Sgaderi.
Nei documenti catastali il toponimo era indicato, sino alla fine dell'800, col nome di Gurraffo; nel 1929, con l'impianto del N.C.F., è diventato Raffo. Gurraffo è certamente un vocabolo di origine araba formato da gur, "sotto" e dal nome Raffo, "gradinata", "stanza", "scaffale". Per altri il nome potrebbe derivare da giarraf, arabo per "caraffa".
Raffo era un punto obbligato di arrivo o di transito di genti di tutte le epoche antiche.